# Królik doświadczalny: Diabelski eksperyment
Królik doświadczalny: Diabelski eksperyment (ang. Unabridged Agony, Guinea Pig lub Guinea Pig: Devil's Experiment, jap. ギニーピッグ 悪魔の実験) – japoński film gore w reżyserii Hideshi Hino z 1985 roku. Wzorowany na film snuff. Zapoczątkował sześcioczęściowy cykl filmów z serii Królik doświadczalny.
Film wzbudził wiele kontrowersji ze względu na niezwykle realistyczne ukazanie brutalnych scen (choć w przeciwieństwie do prawdziwych filmów snuff te tortury nie były prawdziwe). Do dziś uchodzi za klasyk kina japońskiego.
Diabelski eksperyment był na początku reklamowany jako prawdziwy snuff movie. Są to filmy, w których rzeczywiście przed kamerą dochodzi do tortur i morderstw. W pierwszym wydaniu Diabelskiego eksperymentu specjalnie zrezygnowano z podania nazwisk twórców i aktorów występujących w filmie, by przekonać widza, że nakręcone sceny działy się naprawdę. Film został zakazany w Australii.

## Opis fabuły
Grupa mężczyzn porywa kobietę, która od tego momentu będzie służyć im jako królik doświadczalny do sprawdzenia ludzkiej odporności na tortury fizyczne i psychiczne. Torturują ją na wiele różnych sposobów, od bicia aż do wkładania ostrego kawałka metalu podobnego do igły w jej oko, który przeszywa w poprzek siatkówkę. W każdej z części zapoznajemy się z sadystycznymi praktykami porywaczy, a także możemy obserwować reakcję ofiary na ból i poniżenie.